# Maude Mathys
Maude Mathys (Aigle, 14 de gener de 1987) és una alpinista, corredora d'ultramaratons i esquiadora de muntanya suïssa. Actualment és membre del Club Alpí Suís. És cinc vegades campiona d'Europa de curses de muntanya i set vegades campiona suïssa de curses de muntanya.
El 2021 va guanyar l'Olla de Núria amb rècord de cursa inclòs amb una marca final de 2:21:52.